# Nati nel 1215
| Questa pagina contiene informazioni ricavate automaticamente dalle voci biografiche con l'ausilio del template Bio e di un bot. L'aggiornamento è periodico e automatico e ricostruisce completamente la pagina. Se manca una persona in questa lista, sei pregato di non aggiungerla, ma accertati piuttosto che la sua voce biografica contenga il template Bio e che i dati anagrafici siano correttamente compilati. Se il template Bio manca, inseriscilo tu stesso o, in alternativa, metti l'avviso {{tmp\|Bio}} che ne segnala la mancanza. Se i dati riportati sono sbagliati, correggi direttamente la voce biografica; le modifiche saranno visibili in questa lista entro pochi giorni. Per chiarimenti vedi il progetto biografie. La lista contiene solo le 17 persone che sono citate nell'enciclopedia e per le quali è stato implementato correttamente il template Bio. Pagina aggiornata al 26 apr 2025. |

- 23 settembre - Kublai Khan, condottiero mongolo († 1294)
- Aitone I d'Armenia, re armeno († 1270)
- Taddeo Alderotti, medico e anatomista italiano († 1295)
- Davide VII di Georgia, re († 1270)
- Manfredo della Scala, religioso italiano († 1256)
- Enrico III da Egna, nobile italiano († 1247)
- Eleonora Plantageneta, nobile († 1275)
- Enrico III di Meißen, nobile tedesco († 1288)
- Beatrice d'Este, contessa italiana († 1245)
- Guglielmo di Moerbeke, arcivescovo cattolico e traduttore fiammingo
- Martino Polono, arcivescovo cattolico († 1279)
- Ottone III di Brandeburgo, sovrano tedesco († 1267)
- Dafydd ap Llywelyn, principe († 1246)
- Giacomo del Carretto, nobile italiano († 1268)
- Ottone II di Gheldria, conte († 1271)
- Guido d'Ibelin, nobile cipriota († 1255)
- Maria di Lusignano, contessa († 1251)